# Thelypteris grayumii
Thelypteris grayumii är en kärrbräkenväxtart som beskrevs av Alan Reid Smith. Thelypteris grayumii ingår i släktet Thelypteris och familjen Thelypteridaceae. Inga underarter finns listade.